# Sonnac-sur-l'Hers
Pour les articles homonymes, voir Sonnac.
Sonnac-sur-l'Hers (prononcer [sɔnak syʁ lɛʁs] ; en occitan ou catalan Sonac) est une commune française, située dans l'ouest du département de l'Aude en région Occitanie. Ses habitants sont appelés les Sonnacois.
Sur le plan historique et culturel, la commune fait partie du Razès, un pays historiquement très étendu, qui ne se résume aujourd'hui qu'aux collines de la Malepère et au bas Razès au centre et au sud, limité par le pays de Sault. Exposée à un climat méditerranéen, elle est drainée par l'Hers-Vif, le ruisseau de Roubichoux et par divers autres petits cours d'eau. La commune possède un patrimoine naturel remarquable : un site Natura 2000 (« Garonne, Ariège, Hers, Salat, Pique et Neste ») et cinq zones naturelles d'intérêt écologique, faunistique et floristique. 

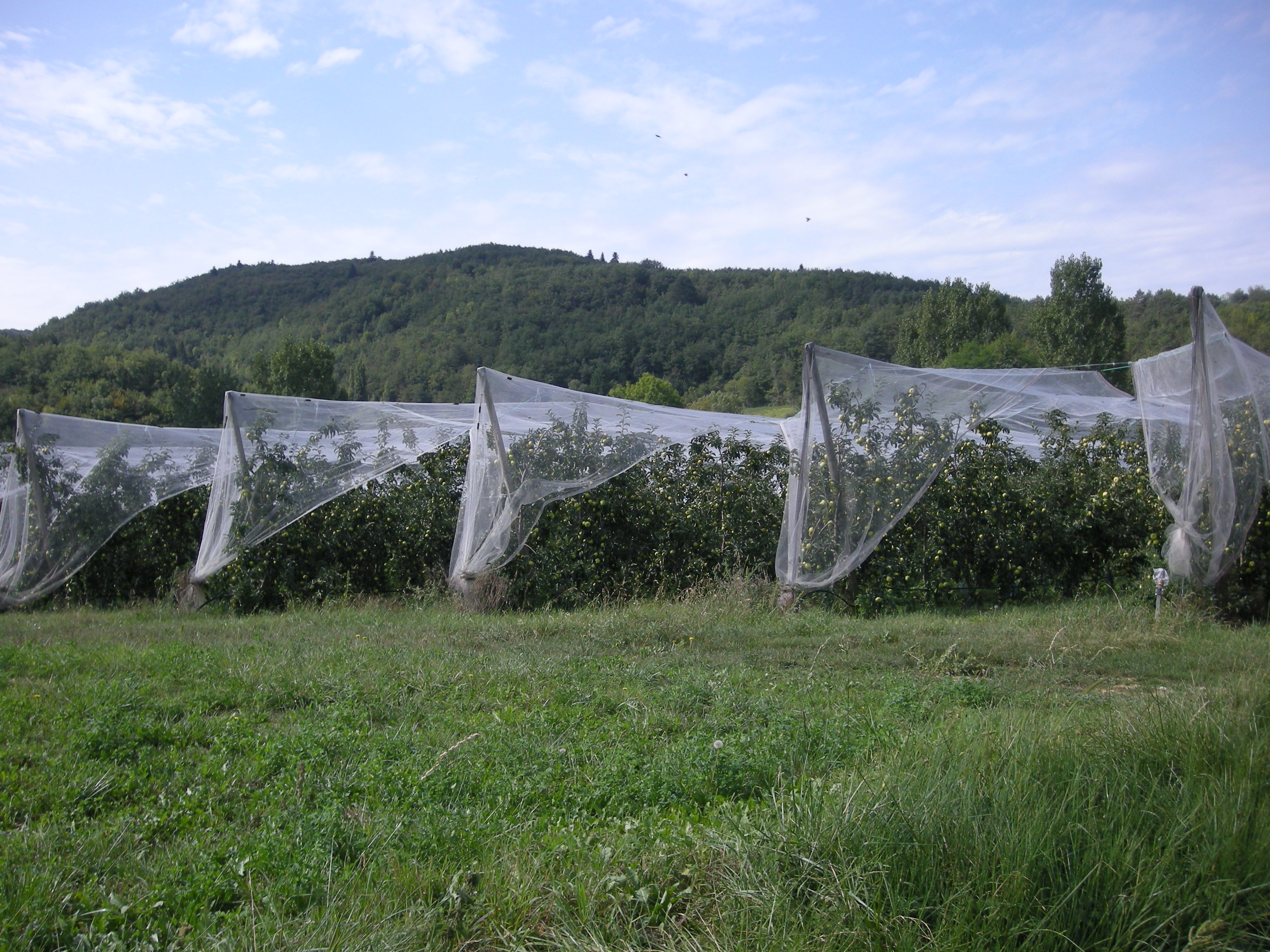
Vergers de pommiers le long de l'Hers.

Sonnac-sur-l'Hers est une commune rurale qui compte 137 habitants en 2022, après avoir connu un pic de population de 364 habitants en 1836. Ses habitants sont appelés les Sonnacois ou  Sonnacoises.

## Géographie

### Localisation
La commune est limitrophe du département de l'Ariège.
L'intersection du 43e parallèle nord et du 2e méridien à l'est de Greenwich se trouve sur son territoire (voir aussi le Degree Confluence Project).

### Communes limitrophes
Les communes limitrophes sont  Camon, Chalabre, Corbières, Courtauly, Montbel et Saint-Benoît.
|                  | Corbières         | Courtauly    |
| Camon (Ariège)   | Sonnac-sur-l'Hers | Saint-Benoît |
| Montbel (Ariège) | Chalabre          |              |

### Relief et hydrographie
La localité se trouve dans la région naturelle de moyenne montagne que l'on appelle le Quercorb, c'est-à-dire dans la haute vallée de l'Aude. Comme son nom l'indique, elle est arrosée par l'Hers, l'affluent le plus important de l'Ariège.
Des vergers de pommiers s'étendent le long de la rivière.

### Hydrographie
La commune est dans le bassin de la Garonne, au sein du bassin hydrographique Adour-Garonne. Elle est drainée par l'Hers-Vif, le ruisseau de Roubichoux, le ruisseau de Fargue, le ruisseau de Rifoux, le ruisseau du Taureau et par divers petits cours d'eau, qui constituent un réseau hydrographique de 22 km de longueur totale,.
L'Hers-Vif, d'une longueur totale de 134,9 km, prend sa source dans la commune de Prades et s'écoule du sud vers le nord. Il traverse la commune et se jette dans l'Ariège à Cintegabelle, après avoir traversé 41 communes.

### Climat
Pour des articles plus généraux, voir Climat de l'Occitanie et Climat de l'Aude.
En 2010, le climat de la commune est de type climat méditerranéen altéré, selon une étude s'appuyant sur une série de données couvrant la période 1971-2000. En 2020, Météo-France publie une typologie des climats de la France métropolitaine dans laquelle la commune est exposée à un climat de montagne ou de marges de montagne et est dans la région climatique Pyrénées orientales, caractérisée par une faible pluviométrie, un très bon ensoleillement (2 600 h/an), un air sec, particulièrement en hiver et peu de brouillards.
Pour la période 1971-2000, la température annuelle moyenne est de 12,5 °C, avec une amplitude thermique annuelle de 15,8 °C. Le cumul annuel moyen de précipitations est de 901 mm, avec 10 jours de précipitations en janvier et 5,7 jours en juillet. Pour la période 1991-2020, la température moyenne annuelle observée sur la station météorologique la plus proche, située sur la commune de Saint-Benoît à 6 km à vol d'oiseau, est de 12,5 °C et le cumul annuel moyen de précipitations est de 900,5 mm,. Pour l'avenir, les paramètres climatiques de la commune estimés pour 2050 selon différents scénarios d'émission de gaz à effet de serre sont consultables sur un site dédié publié par Météo-France en novembre 2022.

### Milieux naturels et biodiversité

#### Réseau Natura 2000

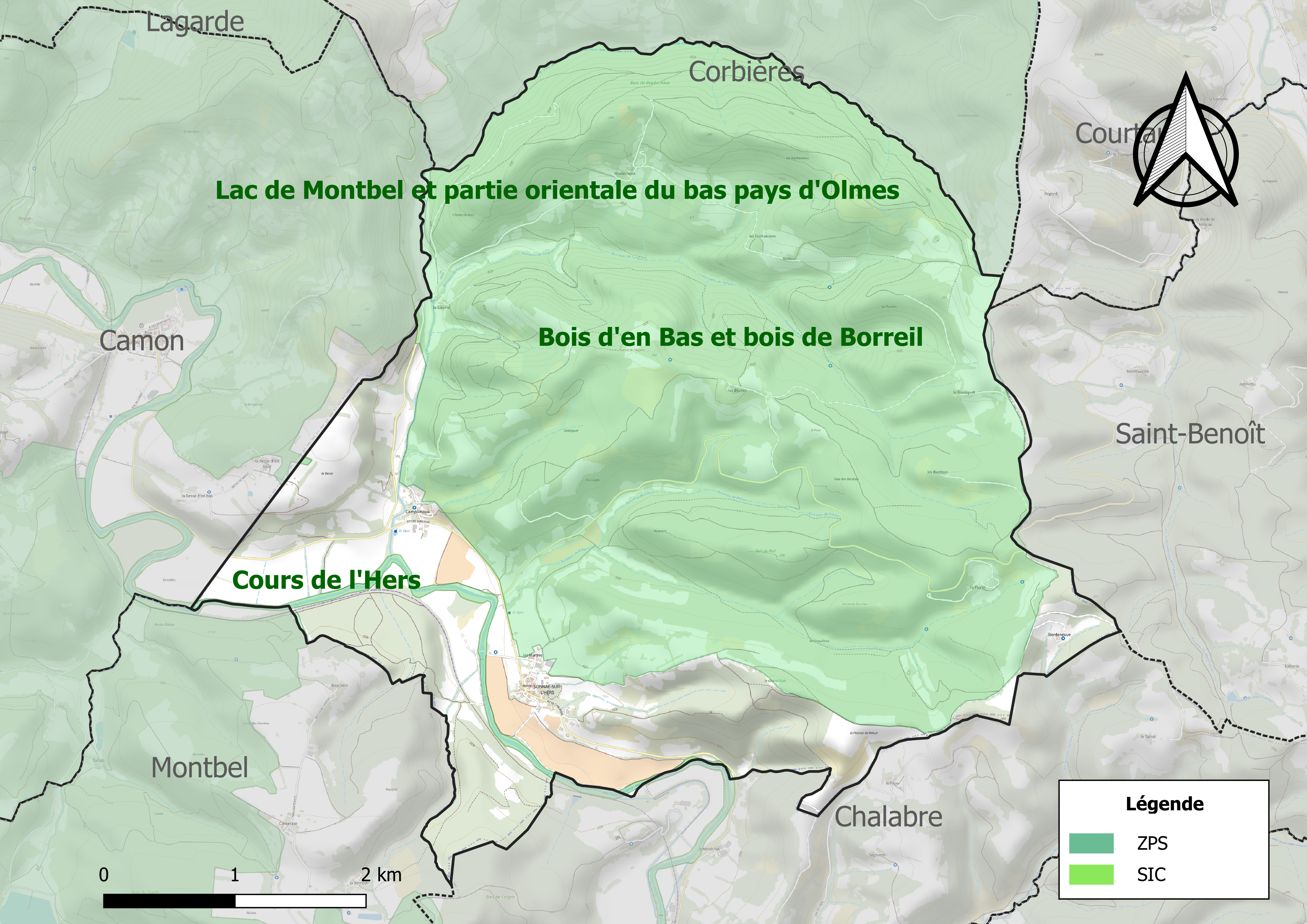
Site Natura 2000 sur le territoire communal.

Le réseau Natura 2000 est un réseau écologique européen de sites naturels d'intérêt écologique élaboré à partir des directives habitats et oiseaux, constitué de zones spéciales de conservation (ZSC) et de zones de protection spéciale (ZPS).
Un site Natura 2000 a été défini sur la commune au titre de la directive habitats : « Garonne, Ariège, Hers, Salat, Pique et Neste », d'une superficie de 9 581 ha, un réseau hydrographique pour les poissons migrateurs, avec des zones de frayères actives et potentielles importantes pour le Saumon en particulier qui fait l'objet d'alevinages réguliers et dont des adultes atteignent déjà Foix sur l'Ariège.

#### Zones naturelles d'intérêt écologique, faunistique et floristique
L’inventaire des zones naturelles d'intérêt écologique, faunistique et floristique (ZNIEFF) a pour objectif de réaliser une couverture des zones les plus intéressantes sur le plan écologique, essentiellement dans la perspective d’améliorer la connaissance du patrimoine naturel national et de fournir aux différents décideurs un outil d’aide à la prise en compte de l’environnement dans l’aménagement du territoire.
Trois ZNIEFF de type 1 sont recensées sur la commune :
- le « bois d'en Bas et bois de Borreil » (2 974 ha), couvrant 8 communes dont 1 dans l'Ariège et 7 dans l'Aude[15] ;
- le « cours de l'Hers » (891 ha), couvrant 41 communes dont 32 dans l'Ariège, 7 dans l'Aude et 2 dans la Haute-Garonne[16] ;
- le « lac de Montbel et partie orientale du bas pays d'Olmes » (7 201 ha), couvrant 19 communes dont 15 dans l'Ariège et 4 dans l'Aude[17] ;

et deux ZNIEFF de type 2, : 
- les « coteaux du Palassou » (26 749 ha), couvrant 48 communes dont 43 dans l'Ariège et 5 dans l'Aude[18] ;
- « l'Hers et ripisylves » (1 417 ha), couvrant 41 communes dont 32 dans l'Ariège, 7 dans l'Aude et 2 dans la Haute-Garonne[19].

Carte des ZNIEFF de type 1 et 2 à Sonnac-sur-l'Hers.
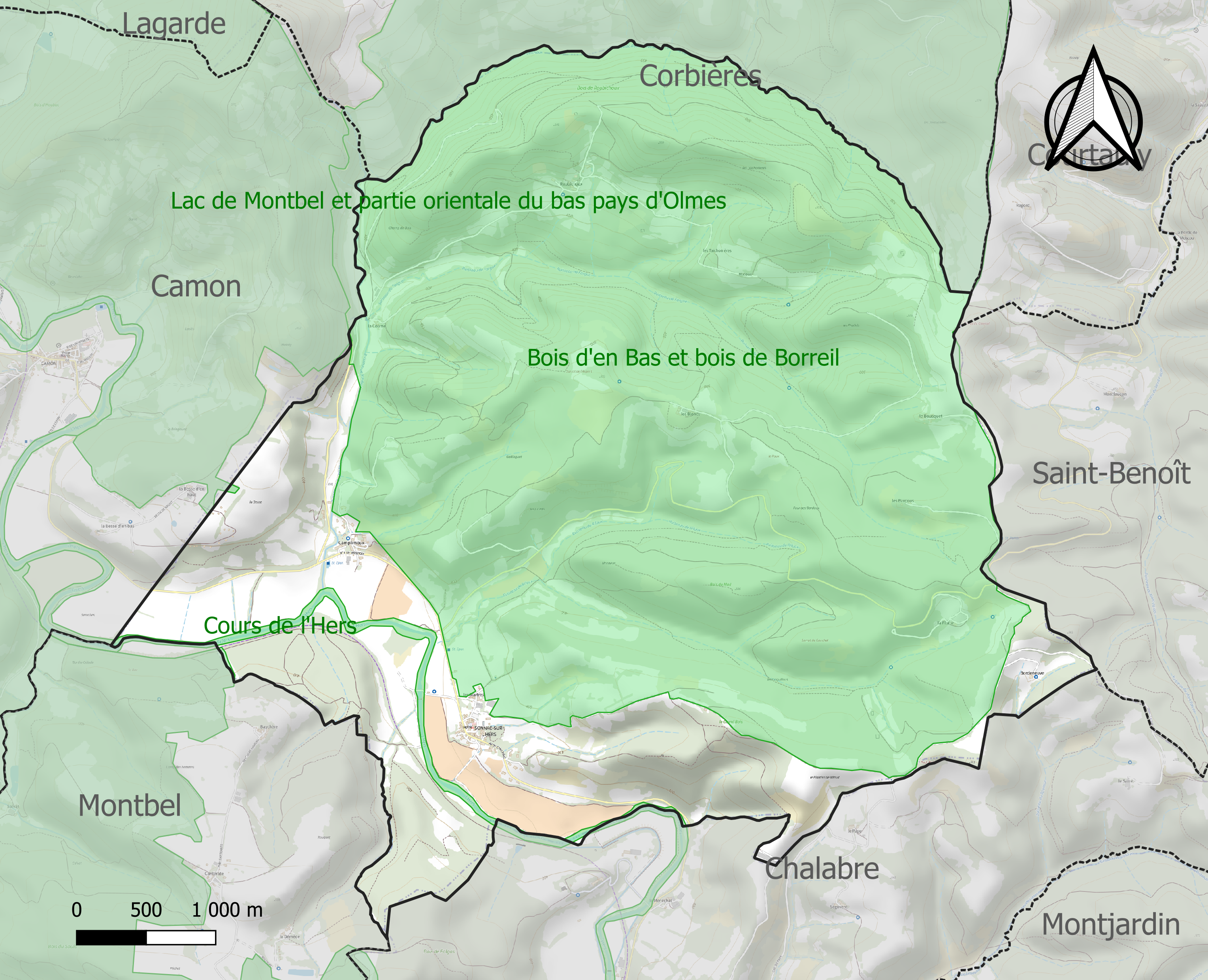
Carte des ZNIEFF de type 1 sur la commune.
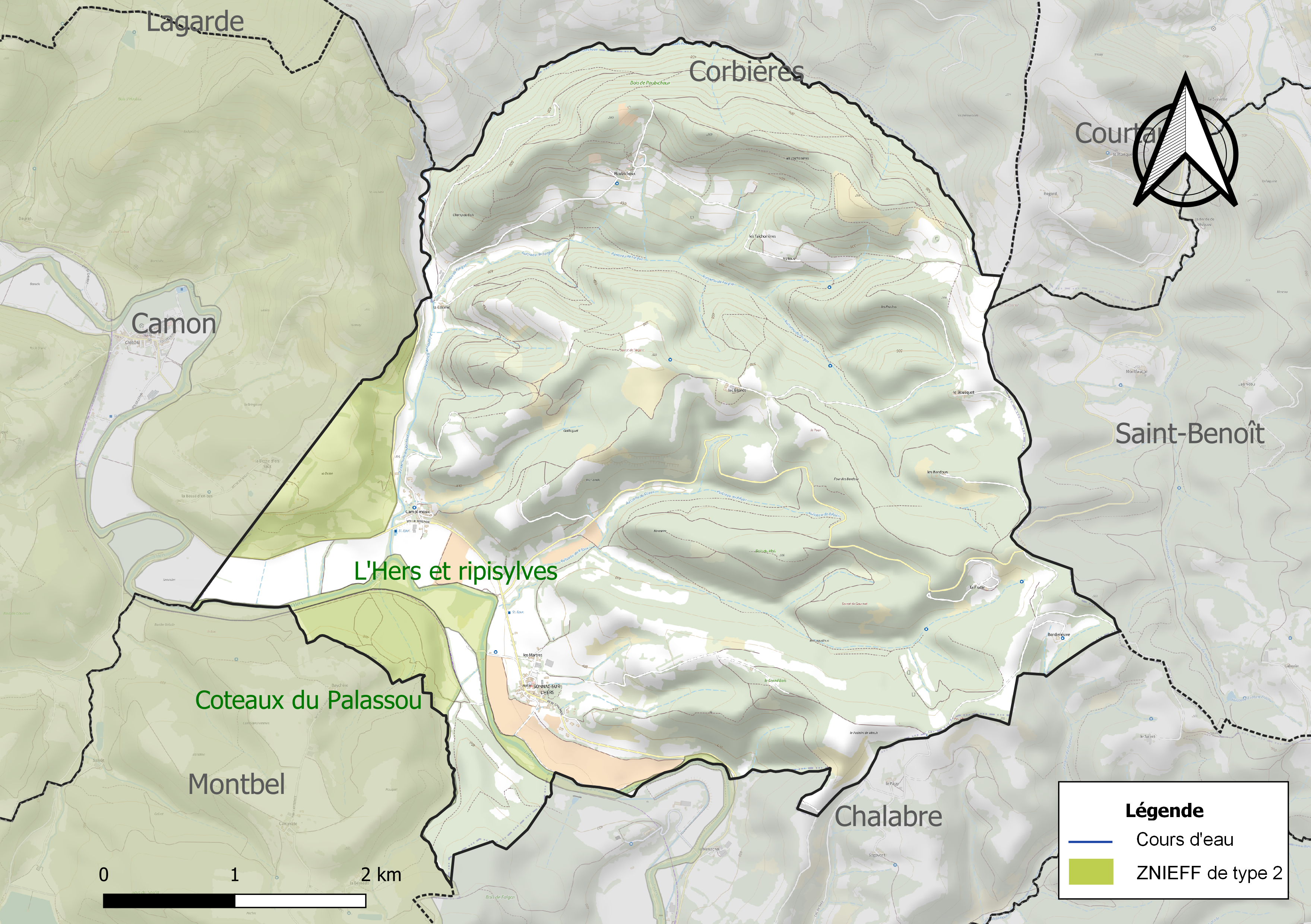
Carte des ZNIEFF de type 2 sur la commune.

## Urbanisme

### Typologie
Au 1er janvier 2024, Sonnac-sur-l'Hers est catégorisée commune rurale à habitat dispersé, selon la nouvelle grille communale de densité à 7 niveaux définie par l'Insee en 2022.
Elle est située hors unité urbaine et hors attraction des villes,.

### Occupation des sols
L'occupation des sols de la commune, telle qu'elle ressort de la base de données européenne d’occupation biophysique des sols Corine Land Cover (CLC), est marquée par l'importance des forêts et milieux semi-naturels (64,9 % en 2018), une proportion identique à celle de 1990 (64,9 %). La répartition détaillée en 2018 est la suivante : 
forêts (64,9 %), prairies (18,1 %), zones agricoles hétérogènes (10,3 %), terres arables (4,7 %), cultures permanentes (2 %). L'évolution de l’occupation des sols de la commune et de ses infrastructures peut être observée sur les différentes représentations cartographiques du territoire : la carte de Cassini (XVIIIe siècle), la carte d'état-major (1820-1866) et les cartes ou photos aériennes de l'IGN pour la période actuelle (1950 à aujourd'hui).

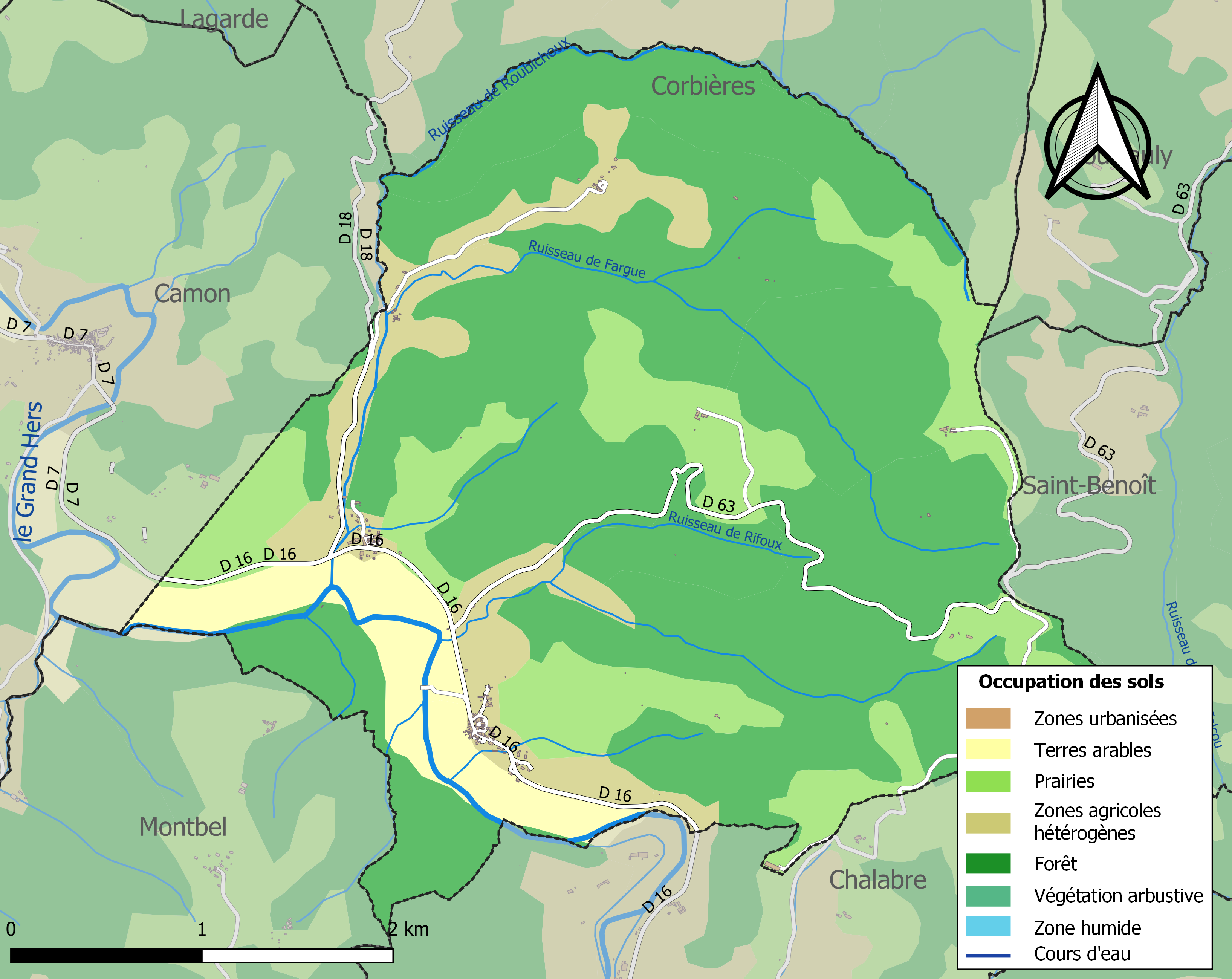
Carte des infrastructures et de l'occupation des sols de la commune en 2018 (CLC).

### Risques majeurs
Le territoire de la commune de Sonnac-sur-l'Hers est vulnérable à différents aléas naturels : météorologiques (tempête, orage, neige, grand froid, canicule ou sécheresse) et séisme (sismicité faible). Il est également exposé à un risque technologique, la rupture d'un barrage. Un site publié par le BRGM permet d'évaluer simplement et rapidement les risques d'un bien localisé soit par son adresse soit par le numéro de sa parcelle.

#### Risques naturels

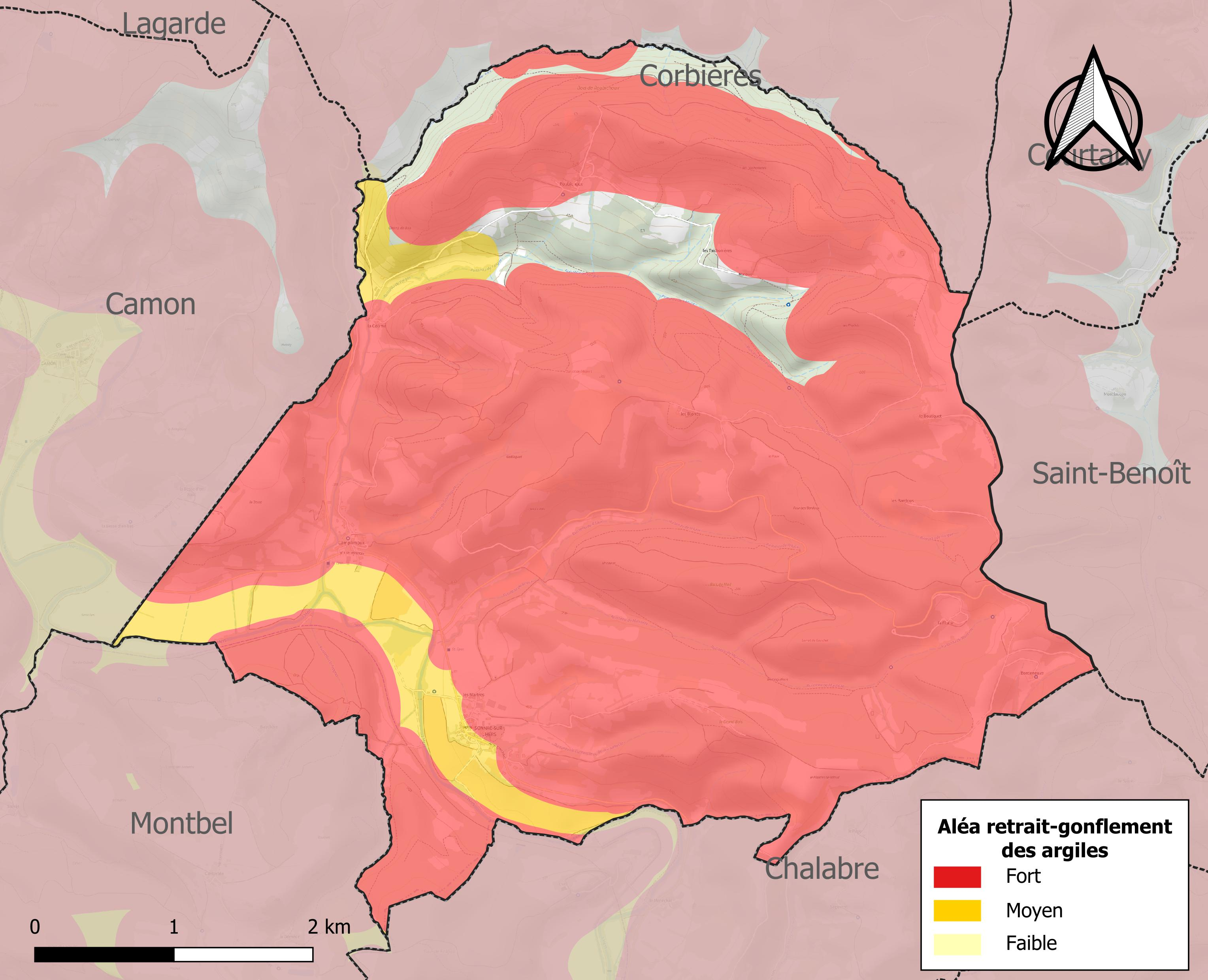
Carte des zones d'aléa retrait-gonflement des sols argileux de Sonnac-sur-l'Hers.

Le retrait-gonflement des sols argileux est susceptible d'engendrer des dommages importants aux bâtiments en cas d’alternance de périodes de sécheresse et de pluie. 93,1 % de la superficie communale est en aléa moyen ou fort (75,2 % au niveau départemental et 48,5 % au niveau national). Sur les 90 bâtiments dénombrés sur la commune en 2019, 90 sont en aléa moyen ou fort, soit 100 %, à comparer aux 94 % au niveau départemental et 54 % au niveau national. Une cartographie de l'exposition du territoire national au retrait gonflement des sols argileux est disponible sur le site du BRGM,.

#### Risques technologiques
La commune est en outre située en aval du barrage de Montbel, un ouvrage de classe A situé dans le département de l'Ariège. À ce titre elle est susceptible d’être touchée par l’onde de submersion consécutive à la rupture de cet ouvrage.

## Histoire
En 957, Sonac se trouve sur la rive gauche de l'Hers-vif, dans la viguerie de Queille, qui dépend du comté de Foix. Il se trouve aujourd'hui sur la rive droite, dans le Quercorb, fraction du Razès.

## Politique et administration

### Liste des maires
| Période                                  | Période  | Identité         | Étiquette  | Qualité |
| ---------------------------------------- | -------- | ---------------- | ---------- | ------- |
| avant 1995                               | ?        | Roland Fourcassa |            |         |
| mars 2001                                | En cours | Daniel Lefebvre  | ex-RPR-UMP |         |
| Les données manquantes sont à compléter. |          |                  |            |         |

## Démographie
L'évolution du nombre d'habitants est connue à travers les recensements de la population effectués dans la commune depuis 1793. Pour les communes de moins de 10 000 habitants, une enquête de recensement portant sur toute la population est réalisée tous les cinq ans, les populations de référence des années intermédiaires étant quant à elles estimées par interpolation ou extrapolation. Pour la commune, le premier recensement exhaustif entrant dans le cadre du nouveau dispositif a été réalisé en 2006.

En 2022, la commune comptait 137 habitants, en évolution de −0,72 % par rapport à 2016 (Aude : +2,65 %, France hors Mayotte : +2,11 %).
| 1793 | 1800 | 1806 | 1821 | 1831 | 1836 | 1846 | 1851 | 1856 |
| ---- | ---- | ---- | ---- | ---- | ---- | ---- | ---- | ---- |
| 200  | 287  | 345  | 337  | 340  | 364  | 360  | 359  | 320  |

| 1861 | 1866 | 1872 | 1876 | 1881 | 1886 | 1891 | 1896 | 1901 |
| ---- | ---- | ---- | ---- | ---- | ---- | ---- | ---- | ---- |
| 309  | 304  | 301  | 292  | 273  | 267  | 219  | 221  | 203  |

| 1906 | 1911 | 1921 | 1926 | 1931 | 1936 | 1946 | 1954 | 1962 |
| ---- | ---- | ---- | ---- | ---- | ---- | ---- | ---- | ---- |
| 178  | 184  | 148  | 133  | 154  | 138  | 143  | 152  | 130  |

| 1968 | 1975 | 1982 | 1990 | 1999 | 2006 | 2011 | 2016 | 2021 |
| ---- | ---- | ---- | ---- | ---- | ---- | ---- | ---- | ---- |
| 135  | 117  | 108  | 114  | 128  | 142  | 160  | 138  | 135  |

| 2022 | - | - | - | - | - | - | - | - |
| ---- | - | - | - | - | - | - | - | - |
| 137  | - | - | - | - | - | - | - | - |

## Économie

### Emploi
| Division       | 2008   | 2013   | 2018   |
| -------------- | ------ | ------ | ------ |
| Commune        | 5,5 %  | 9,7 %  | 8,9 %  |
| Département    | 10,2 % | 12,8 % | 12,6 % |
| France entière | 8,3 %  | 10 %   | 10 %   |

En 2018, la population âgée de 15 à 64 ans s'élève à 87 personnes, parmi lesquelles on compte 70 % d'actifs (61,1 % ayant un emploi et 8,9 % de chômeurs) et 30 % d'inactifs,. Depuis 2008, le taux de chômage communal (au sens du recensement) des 15-64 ans est inférieur à celui de la France et du département.
La commune est hors attraction des villes,. Elle compte 15 emplois en 2018, contre 28 en 2013 et 15 en 2008. Le nombre d'actifs ayant un emploi résidant dans la commune est de 56, soit un indicateur de concentration d'emploi de 26,2 % et un taux d'activité parmi les 15 ans ou plus de 52,8 %.
Sur ces 56 actifs de 15 ans ou plus ayant un emploi, 10 travaillent dans la commune, soit 17 % des habitants. Pour se rendre au travail, 84,5 % des habitants utilisent un véhicule personnel ou de fonction à quatre roues, 6,9 % s'y rendent en deux-roues, à vélo ou à pied et 8,6 % n'ont pas besoin de transport (travail au domicile).

### Activités hors agriculture
11 établissements sont implantés  à Sonnac-sur-l'Hers au 31 décembre 2019.
Le secteur du commerce de gros et de détail, des transports, de l'hébergement et de la restauration est prépondérant sur la commune puisqu'il représente 45,5 % du nombre total d'établissements de la commune (5 sur les 11 entreprises implantées  à Sonnac-sur-l'Hers), contre 32,3 % au niveau départemental.

### Agriculture
|               | 1988 | 2000 | 2010 | 2020 |
| ------------- | ---- | ---- | ---- | ---- |
| Exploitations | 15   | 11   | 9    | 9    |
| SAU (ha)      | 391  | 706  | 611  | 613  |

La commune est dans le Razès, une petite région agricole occupant l'ouest du département de l'Aude, également dénommée localement « Volvestre et Razès ». En 2020, l'orientation technico-économique de l'agriculture  sur la commune est la polyculture et/ou le polyélevage. Neuf exploitations agricoles ayant leur siège dans la commune sont dénombrées lors du recensement agricole de 2020 (15 en 1988). La superficie agricole utilisée est de 613 ha,,.

## Culture locale et patrimoine

### Lieux et monuments
- L'église de la Décollation-de-Saint-Jean-Baptiste date des XVIIe – XVIIIe siècles. Elle est dotée d'un clocher-mur.
- La Voie Verte du Canal du Midi à Montségur passe à Sonnac.

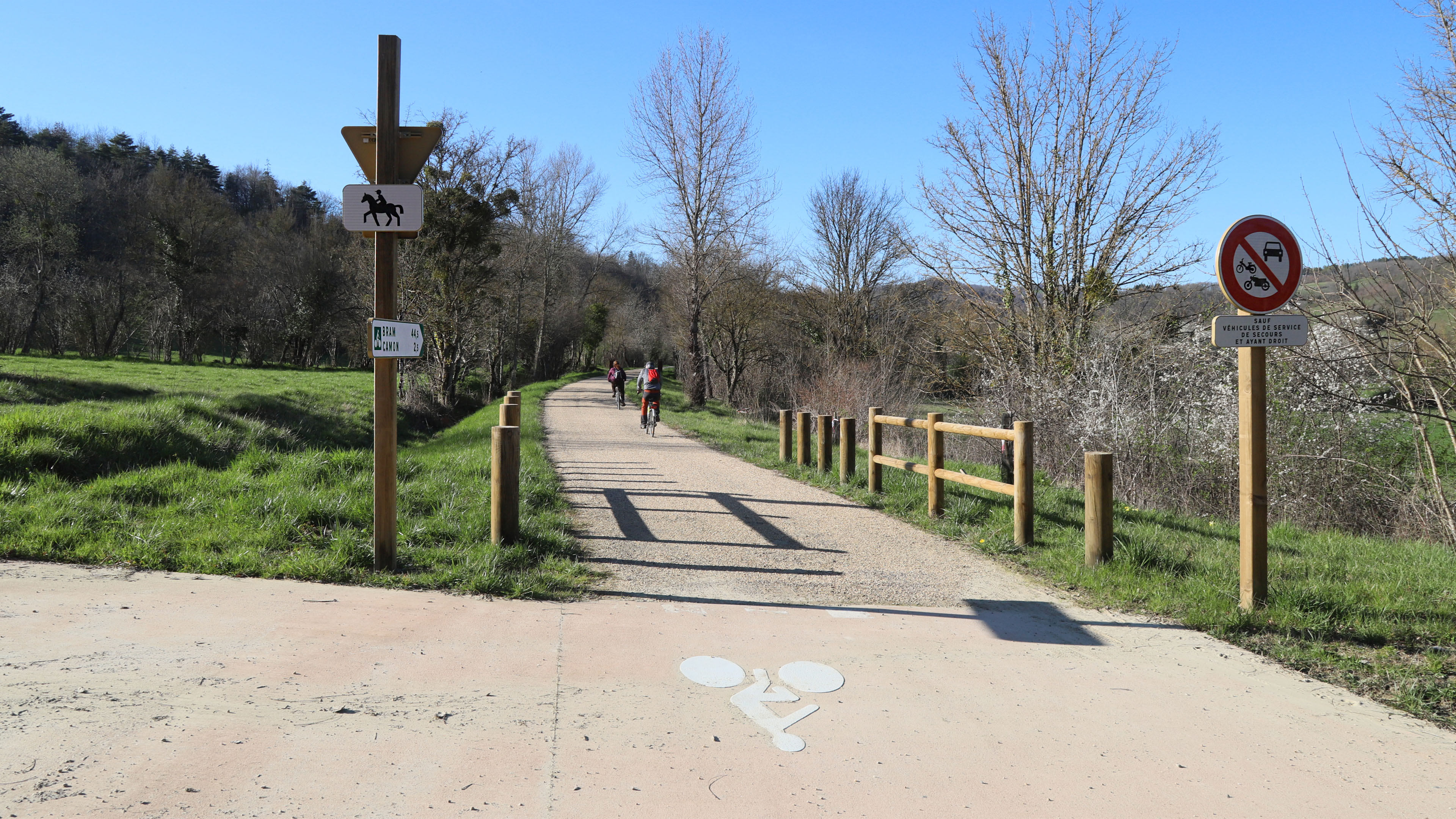
La Voie Verte du Canal du Midi à Montségur